# Sportovní gymnastika na Letních olympijských hrách 1988
Sportovní gymnastika na Letních olympijských hrách 1988.

## Medailisté

### Muži
| Soutěž                | Zlato | Stříbro | Bronz |
| --------------------- | --- | --- | --- |
| Víceboj – družstva    | Sovětský svaz (URS) · Vladimir Arťomov · Dmitrij Bilozerčev · Vladimir Gogoladze · Sergej Charkov · Valerij Ljukin · Vladimir Nouvikov | Německá demokratická republika (GDR) · Holger Behrendt · Ralf Buechner · Ulf Hoffmann · Sylvio Kroll · Sven Tippelt · Andreas Wecker | Japonsko (JPN) · Yukio Iketani · Hiroyuki Konishi · Koichi Mizushima · Daisuke Nishikawa · Toshiharu Sato · Takahiro Yameda |
| Víceboj – jednotlivci | Vladimir Arťomov · Sovětský svaz (URS)                                                                                                 | Valerij Ljukin · Sovětský svaz (URS)                                                                                                 | Dmitrij Bilozerčev · Sovětský svaz (URS)                                                                                    |
| Prostná               | Sergej Charkov · Sovětský svaz (URS)                                                                                                   | Vladimir Arťomov · Sovětský svaz (URS)                                                                                               | Lou Yun · Čína (CHN) |
| Prostná               | Sergej Charkov · Sovětský svaz (URS)                                                                                                   | Vladimir Arťomov · Sovětský svaz (URS)                                                                                               | Yukio Iketani · Japonsko (JPN)                                                                                              |
| Kůň našíř             | Lyubomir Gueraskov · Bulharsko (BUL)                                                                                                   | nebyla udělena | nebyla udělena |
| Kůň našíř             | Zsolt Borkai · Maďarsko (HUN) | nebyla udělena | nebyla udělena |
| Kůň našíř             | Dmitrij Bilozerčev · Sovětský svaz (URS)                                                                                               | nebyla udělena | nebyla udělena |
| Kruhy                 | Holger Behrendt · Německá demokratická republika (GDR)                                                                                 | nebyla udělena | Sven Tippelt · Německá demokratická republika (GDR)                                                                         |
| Kruhy                 | Dimitrij Bilozerčev · Sovětský svaz (URS)                                                                                              | nebyla udělena | Sven Tippelt · Německá demokratická republika (GDR)                                                                         |
| Přeskok               | Lou Yun · Čína (CHN) | Silvio Kroll · Německá demokratická republika (GDR)                                                                                  | Park Jong-Hoon · Jižní Korea (KOR)                                                                                          |
| Bradla                | Vladimir Arťomov · Sovětský svaz (URS)                                                                                                 | Valerij Ljukin · Sovětský svaz (URS)                                                                                                 | Sven Tippelt · Německá demokratická republika (GDR)                                                                         |
| Hrazda                | Vladimir Arťomov · Sovětský svaz (URS)                                                                                                 | nebyla udělena | Holger Behrendt · Německá demokratická republika (GDR)                                                                      |
| Hrazda                | Valerij Ljukin · Sovětský svaz (URS)                                                                                                   | nebyla udělena | Marius Gherman · Rumunsko (ROU)                                                                                             |

### Ženy
| Soutěž                | Zlato | Stříbro | Bronz |
| --------------------- | --- | --- | --- |
| Víceboj – družstva    | Sovětský svaz (URS) · Svetlana Baitova · Světlana Boginská · Natalia Laschenova · Elena Shevchenko · Jelena Šušunovová · Olga Strazheva | Rumunsko (ROU) · Aurelia Dobre · Eugenia Golea · Celestina Popa · Gabriela Potoracová · Daniela Silivaşová · Camelia Voinea | Německá demokratická republika (GDR) · Gabriele Faehnrich · Martina Jentsch · Dagmar Kersten · Ulrike Klotz · Betti Schieferdecker · Dörte Thümmler |
| Víceboj – jednotlivci | Jelena Šušunovová · Sovětský svaz (URS)                                                                                                 | Daniela Silivaşová · Rumunsko (ROU)                                                                                         | Světlana Boginská · Sovětský svaz (URS) |
| Přeskok               | Světlana Boginská · Sovětský svaz (URS)                                                                                                 | Gabriela Potoracová · Rumunsko (ROU)                                                                                        | Daniela Silivaşová · Rumunsko (ROU) |
| Bradla                | Daniela Silivaşová · Rumunsko (ROU) | Dagmar Kersten · Německá demokratická republika (GDR)                                                                       | Jelena Šušunovová · Sovětský svaz (URS) |
| Kladina               | Daniela Silivaşová · Rumunsko (ROU) | Jelena Šušunovová · Sovětský svaz (URS)                                                                                     | Gabriela Potoracová · Rumunsko (ROU) |
| Kladina               | Daniela Silivaşová · Rumunsko (ROU) | Jelena Šušunovová · Sovětský svaz (URS)                                                                                     | Phoebe Mills · Spojené státy americké (USA) |
| Prostná               | Daniela Silivaşová · Rumunsko (ROU) | Světlana Boginská · Sovětský svaz (URS)                                                                                     | Diana Doudeva · Bulharsko (BUL) |

## Přehled medailí
| Pořadí | Země                           | Zlato | Stříbro | Bronz | Celkově |
| ------ | ------------------------------ | ----- | ------- | ----- | ------- |
| 1.     | Sovětský svaz                  | 11    | 5       | 3     | 19      |
| 2.     | Rumunsko                       | 3     | 3       | 3     | 9       |
| 3.     | Německá demokratická republika | 1     | 3       | 4     | 8       |
| 4.     | Bulharsko                      | 1     | 0       | 1     | 2       |
| 5.     | Čína                           | 1     | 0       | 1     | 2       |
| 6.     | Maďarsko                       | 1     | 0       | 0     | 1       |
| 7.     | Japonsko                       | 0     | 0       | 2     | 2       |
| 8.     | Jižní Korea                    | 0     | 0       | 1     | 1       |
| 8.     | Spojené státy americké         | 0     | 0       | 1     | 1       |
| Celkem | Celkem                         | 18    | 11      | 16    | 45      |